# Wikipedia Zero

Országok, ahol a Wikipedia Zero elérhető volt

A Wikipédia Zero egy olyan kezdeményezés volt, amelyet a Wikimédia Alapítvány indított 2012-ben azzal a céllal, hogy ingyenes mobilos hozzáférést biztosítson a Wikipédia tartalmaihoz a fejlődő országokban. A program keretében a részt vevő mobiltelefon-szolgáltatók adatforgalmi díj nélkül engedélyezték a Wikipédia elérését, így elősegítve az információhoz való szabad hozzáférést azok számára, akik egyébként nem engedhették volna meg maguknak a mobilinternetes költségeket.

## A Wikipedia Zero program
A Wikimédia Alapítvány megállapodásokat kötött több távközlési szolgáltatóval, köztük a Telenor, az Orange és a MTN cégekkel. Ezek a szolgáltatók vállalták, hogy ingyenesen biztosítják a Wikipédia elérését a felhasználók számára. A szolgáltatás főként egyszerű, szövegalapú verziókat kínált a Wikipédia tartalmakból, minimalizálva az adatforgalmat.
A program lehetővé tette, hogy a részt vevő szolgáltatók ügyfelei adatforgalmi költségek nélkül böngészhessék a Wikipédia tartalmait. Az oldalak tetején egy figyelmeztetés is megjelent, amely jelezte, ha egy külső hivatkozás fizetős adatforgalmat generálhatott.

## Netsemlegességi problémák
A kezdeményezést számos szervezet és kormány üdvözölte, mivel hozzájárult az információs egyenlőtlenség csökkentéséhez. Ugyanakkor kritikák is érték a programot, mivel az sértette a netsemlegesség elvét. Jobbnak látták volna az adatforgalmi díjak csökkentését  az egyes szolgáltatók piaci erőfölényének generálása helyett.

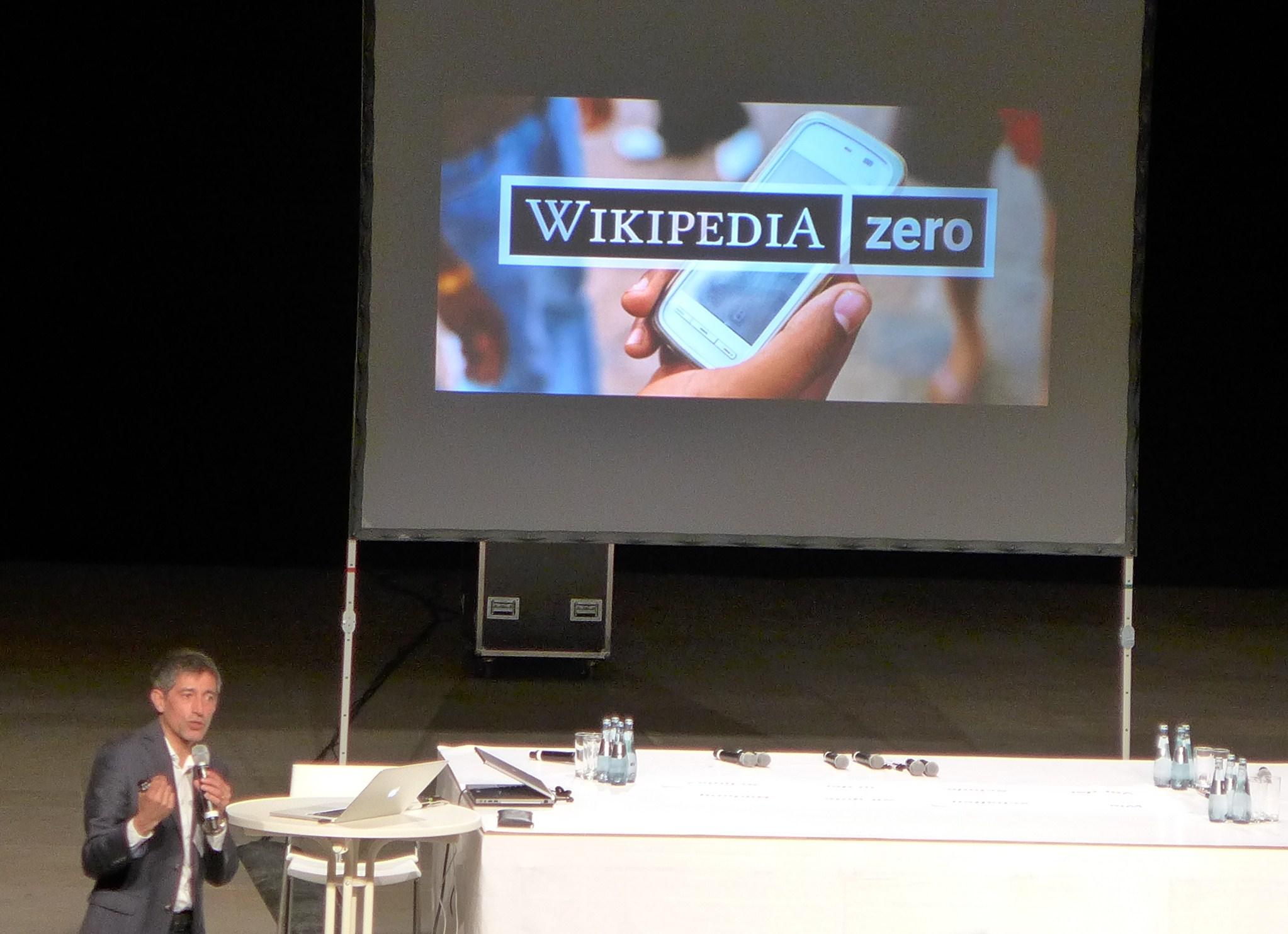
Ranga Yogeshwar fizikus taglalja a Wikipedia Zero lehetséges szerepét a közoktatás javításában (2015)

Többen utaltak arra, hogy egyes  nagyvállalatok mintegy "trójai falóként" használták a Wikipedia Zerot, melynek felhasználásával bekerülhettek a mobil előfizetések ingyenes szolgáltatásainak élvezői közé, és így elérhették a számukra hatalmas új piacot jelentő fejlődő országok felhasználóit.

## A Wikipédia Zero megszüntetése
A Wikimédia Alapítvány 2018-ban bejelentette, hogy mivel az ingyenes hozzáférés ellenére a Wikipédia használata nem nőtt jelentősen a célzott régiókban, valamint a netsemlegességről folytatott nemzetközi viták is befolyásolták a döntést. A program 2018 végére teljesen megszűnt.